# Isoperla acula
Isoperla acula és una espècie d'insecte plecòpter pertanyent a la família dels perlòdids.

## Descripció
- La larva mascle i del tot desenvolupada fa 10-11 mm de llargària total.[7]

## Hàbitat
En el seu estadi immadur és aquàtic i viu a l'aigua dolça, mentre que com a adult és terrestre i volador.

## Distribució geogràfica
Es troba a Nord-amèrica: els contraforts de Sierra Nevada (Califòrnia, els Estats Units).